# 楊隆翔
楊隆翔（YANG Lung-Hsiang，1996年9月13日—）是一名臺灣田徑運動員，主攻400公尺項目。2015年全國中等學校運動會，在高中男子組400公尺以46秒89的成績奪金，打破高懸27年的賽會紀錄，也同時大破高懸37年的全國田徑分齡賽紀錄，在400公尺接力項目與劉尚文、莊銘振、桂金祥合作奪金，同時打破大會紀錄。
他參加2017年夏季世界大學生運動會田徑比賽男子400公尺項目，在預賽以47.95成績在分組排名第三無緣晉級，在4x400公尺接力項目，第三棒的他因為誤踩接力區，被判失去資格。

## 外部連結
- 楊隆翔在的頁面